# ناحیه نوگان
ناحیه نوگان (به لاتین: Naogaon District) یک ناحیه در بنگلادش است که در استان راج‌شاهی واقع شده‌است.

## خصوصیات
ناحیه نوگان ۳٬۴۳۵٫۶۵ کیلومترمربع مساحت و ۲٬۶۰۰٬۱۵۷ نفر جمعیت دارد.